# هنری دومرکانت
هنری دومرکانت (انگلیسی: Henry Domercant؛ زادهٔ ۳۰ دسامبر ۱۹۸۰) بازیکن سابق  و مربی بسکتبال اهل ایالات متحده آمریکا است.

## حرفه
از باشگاه‌هایی که در آن بازی کرده‌است می‌توان به باشگاه ورزشی افس پیلسن و باشگاه بسکتبال المپیاکوس اشاره کرد.